# Samokřídlo

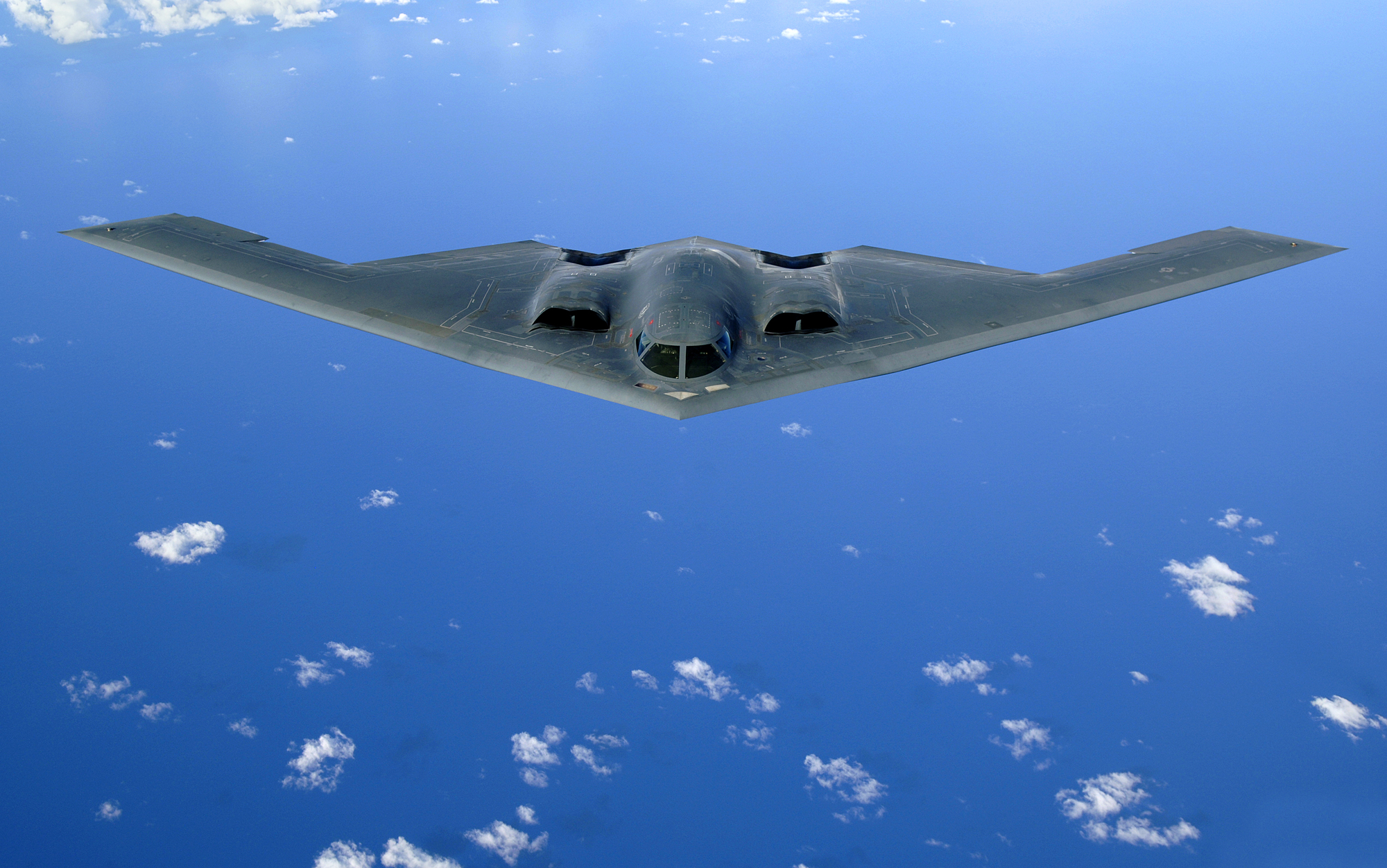
Northrop B-2 Spirit

Samokřídlo je typ letounu, který nemá žádné samostatné vodorovné řídicí plochy. Čisté samokřídlo se často považuje za aerodynamicky nejefektivnější konstrukční konfigurace s pevnými nosnými plochami.
Protože postrádá konvenční stabilizační plochy, trpí samokřídlo zhoršenou stabilitou letu a sníženou ovladatelností. To vede ke kompromisům v letových vlastnostech. Konečný návrh proto může být nevhodný a nebezpečný pro určité účely, jako je například komerční letectví.
Posádka a užitečné zatížení musí být umístěni v křídle a takovéto křídlo bude mít zvětšenou čelní plochu, což může mít za důsledek nárůst odporu až do takové míry, že odpor bude větší než u konvenčních konstrukcí s křídlem a úzkým trupem. S rostoucí rychlostí (kolem mach 1) u křídel s tlustým profilem výrazně roste odpor, a proto nebylo nikdy sestrojeno samokřídlo, které by dosahovalo nadzvukových rychlostí.
Dalším známým problémem samokřídla je klopení a zatáčení. Každé letadlo, které má letět bez konstantní korekce, musí mít směrovou stabilitu při zatáčení. U samokřídla musí být jakákoliv vertikální ovládací plocha umístěna přímo na plochu křídla. Oproti klasické konstrukci tak ovládací síle chybí patřičné rameno, kterým je délka trupu od těžiště letounu k jeho ocasu. Tím se zmenšuje účinnost regulace a plocha stabilizátoru musí být tím pádem podstatně větší než u klasické konstrukce, což navyšuje jeho odpor a také hmotnost. Proto se nabízí metoda navýšení odporu na jedné straně křídla poblíž jeho konce. Toho lze docílit například spoilery, nebo podélně rozdělenými křidélky, které vytvářejí vzduchovou brzdu. Tímto řešením však vzniká odpor při zatáčení, což výrazně snižuje efektivitu.
Samokřídla používají speciální takzvané „autostabilní profily“. Tyto profily se snaží přesunout klopivý moment do větších úhlů náběhu, a to je pravý opak než u profilů konvenčních letounů. Většinou se můžeme setkat se šípovitým uspořádáním křídel zřídka i s křídlem přímým. Těžiště SAT bývá nejčastěji před ¼ čáru.
NASA v současnosti testuje modely samokřídel a možnost adaptace samokřídel do civilního letectví, společnost KLM představila vizi Flying V což je samokřídlo pro komerční užití, v roce 2020 provedla úspěšný test modelu.

## Konstruktéři

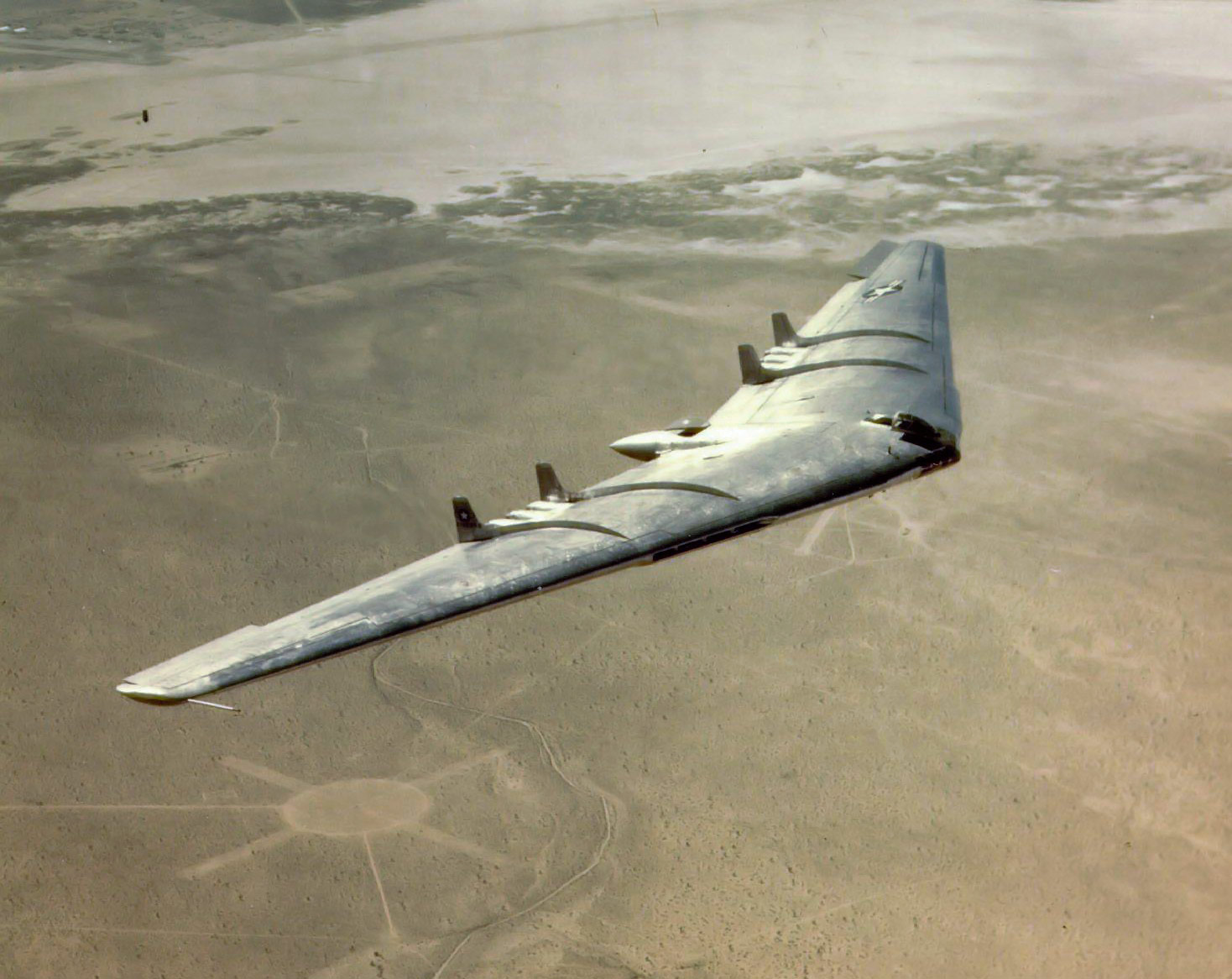
Northrop YB-49 „flying wing“

- Walter a Reimar Hortenovi
- Jack Northrop

## Některá samokřídla
- Baynes Bat
- Delta I (Lippisch)
- Horten Ho 229
- Northrop YB-35
- Northrop YB-49
- Northrop B-2 Spirit
- Storch I (Lippisch)
- Storch II (Lippisch)
- Storch III (Lippisch)